# صالح عبدالعزیز الراجحی
صالح عبدالعزیز الراجحی، (به عربی: صالح عبد العزيز الراجحي) (زاده ۱۹۲۱ - درگذشته ۱۲ فوریه ۲۰۱۱) کارآفرین، بانکدار و مدیر ارشد اجرایی عربستانی بود، که در سال ۱۹۵۷ با مشارکت ۳ برادر خود، بانک الراجحی را تأسیس کرد. وی برادر کوچکتر سلیمان عبدالعزیز الراجحی رئیس هیئت مدیره فعلی بانک الراجحی است.